# Ołeksandr Szewcow
Ołeksandr Tryfonowycz Szewcow, ukr. Олександр Трифонович Шевцов, ros. Александр Трифонович Шевцов, Aleksandr Trifonowicz  Sziewcow (ur. 1911, Imperium Rosyjskie, zm. 1980) – ukraiński piłkarz, grający na pozycji obrońcy lub pomocnika, trener piłkarski.

## Kariera piłkarska
W 1939 rozpoczął karierę piłkarską w klubie Silmasz Charków. W 1941 przeszedł do Spartaka Charków. Po zakończeniu II wojny światowej w 1945 został piłkarzem Dynama Mińsk. W 1947 został zaproszony do Dynama Kijów, w którym zakończył karierę piłkarza w roku 1948.

## Kariera trenerska
Po zakończeniu kariery piłkarskiej rozpoczął pracę szkoleniowca. W 1949 trenował zespół Dynamo Woroszyłowgrad. W 1950 przeniósł się do klubu Trudowi Rezerwy Woroszyłowgrad. W 1951 stał na czele Łokomotywu Charków, z którym pracował do 1954. W 1952 również zajmował stanowisko dyrektora klubu. W 1955 pomagał trenować Łokomotyw. Na początku 1956 został mianowany na stanowisko głównego trenera Awanhardu Charków, którym kierował do końca 1956. W 1957 prowadził Chimik Dnieprodzierżyńsk.

## Sukcesy i odznaczenia

### Sukcesy piłkarskie
Trudowi Rezerwy Woroszyłowgrad
- wicemistrz Ukraińskiej SRR: 1950

Łokomotyw Charków
- mistrz Pierwoj ligi ZSRR (Klasy B): 1952